# Règlement au couteau
Pour plus de détails, voir Fiche technique et Distribution.
Règlement au couteau (Too Many Thieves) est un film américain réalisé par Abner Biberman et sorti en 1967. Il s'agit d'un remontage de deux épisodes de la série télévisée The Trials of O'Brien.

## Synopsis
Une bande de criminels vole un artefact d'origine macédonienne inestimable dans un musée.

## Fiche technique
- Titre original : Too Many Thieves
- Titre français : Règlement au couteau[1]
- Réalisation : Abner Biberman
- Scénario : George Bellak
- Production : Filmways Pictures, Mayo Productions
- Photographie : Morris Hartzband
- Musique : Sid Ramin
- Montage : Armond Lebowitz
- Durée : 100 minutes
- Dates de sortie: 1967

## Distribution
- Peter Falk : Danny
- Britt Ekland : Claudia
- Joanna Barnes : Katie
- Nehemiah Persoff : Georgi
- David Carradine : Felix
- George Coulouris : Andrew
- Elaine Stritch : Miss G
- Bill Anderson : David
- Ludwig Donath : Bulanerti
- Pierre Olaf : Petros